# Джери Рос
Джери Лин Рос (на английски: Jerry Lynn Ross) е роден на 20 януари 1948 г. в Кроун поинт, Индиана. Офицер от USAF и астронавт на НАСА. Първият астронавт в света, взел участие в седем космически полета.

## Образование
Джери Рос е завършил колежа Crown Point High School в родния си град през 1966 г. През 1970 г. става бакалавър по инженерна механика в университета Пардю, Индиана, а през 1972 г. завършва магистърска програма в същия университет.

## Военна кариера
Рос преминава през селекцията на ВВС още в началото на 1970 г. След дипломирането си през 1972 г. започва работа като инженер в изпитателната лаборатория на авиобазата Райт Патерсън, Охайо. От юни 1974 до юли 1975 г. изработва компютърни модели на хиперзвуковата ракета „земя - въздух“ ASALM. През 1976 г. завършва пълния курс на обучение за експериментален тест пилот, след което е назначен в 6510-о изпитателно авиокрило в базата Едуардс, Калифорния. От следващата година е главен полетен тест инженер в програмата, която разработва тежкия стратегически бомбардировач B-1. През цялата си кариера Джери Л. Рос е летял на 21 типа военни самолети и има в актива си близо 4000 полетни часа. Уволнява се от USAF като полковник, на 31 март 2000 г.

## Служба в НАСА
През февруари 1979 г., Рос започва работа като инструктор на специалистите по полезния товар на новия космически кораб за многократно използване Спейс шатъл. На 29 май 1980 г. е избран като астронавт в Астронавтска група №9. От същата девета група е и другия астронавт със седем космически полета - Франклин Чанг-Диас. След преминаване на курса по обучение, Рос получава назначение в поддържащите екипажи на мисиите STS-41B, STS-41C, STS-51A и STS-51D.

### Космически полети
| Космически полети на Джери Лин Рос                       | Космически полети на Джери Лин Рос | Космически полети на Джери Лин Рос | Космически полети на Джери Лин Рос | Космически полети на Джери Лин Рос   |
| №                                                        | Дата                               | КК                                 | Функции                            | Продължителност                      |
| -------------------------------------------------------- | ---------------------------------- | ---------------------------------- | ---------------------------------- | ------------------------------------ |
| 1                                                        | 26 ноември 1985                    | „Атлантис“, мисия STS-61B          | Специалист на мисията              | 6 денонощия 21 час 04 мин. 49 сек.   |
| 2                                                        | 2 декември 1988                    | „Атлантис“, мисия STS-27           | Специалист на мисията              | 4 денонощия 09 часа 05 мин. 37 сек.  |
| 3                                                        | 5 април 1991                       | „Атлантис“, мисия STS-37           | Специалист на мисията              | 5 денонощия 23 часа 32 мин. 44 сек.  |
| 4                                                        | 26 април 1993                      | „Колумбия“, мисия STS-55           | Специалист на мисията              | 9 денонощия 23 часа 39 мин. 59 сек.  |
| 5                                                        | 12 ноември 1995                    | „Атлантис“, мисия STS-74           | Специалист на мисията              | 8 денонощия 04 часа 31 мин. 42 сек.  |
| 6                                                        | 4 декември 1998                    | „Индевър“, мисия STS-88            | Специалист на мисията              | 11 денонощия 19 часа 18 мин. 47 сек. |
| 7                                                        | 8 април 2002                       | „Атлантис“, мисия STS-110          | Специалист на мисията              | 10 денонощия 19 часа 43 мин. 38 сек. |
| Сумарно време в космоса – 58 денонощия 00 часа 52 минути |                                    |                                    |                                    |                                      |

- Джери Рос е ветеран от седем космически полета. Има в актива си 1393 часа в космоса и девет космически разходки с обща продължителност 58 часа и 18 минути - трето постижение към 2012 г. Работи като отговорен ръководител на секция в космическия център Линдън Джонсън в Хюстън, Тексас.